# Franco Trincavelli
Abele Francesco „Franco” Trincavelli (ur. 7 czerwca 1935 w Abbadia Lariana, zm. 10 listopada 1983 w Bergamo) – włoski wioślarz, dwukrotny medalista olimpijski.
Wystąpił na igrzyskach olimpijskich w Melbourne w 1956, gdzie Włosi w składzie: Alberto Winkler, Romano Sgheiz, Angelo Vanzin, Franco Trincavelli i Ivo Stefanoni (sternik) zdobyli złoty medal w czwórkach ze sternikiem. W wyścigu finałowym o 3 sekundy wyprzedzili osadę Szwecji i o 11,5 sekundy osadę Finlandii. Na rozgrywanych cztery lata późnej igrzyskach olimpijskich w Rzymie w tej samej konkurencji zajął trzecie miejsce. W finale Fulvio Balatti, Romano Sgheiz, Franco Trincavelli, Giovanni Zucchi i Ivo Stefanoni stracili 4,60 sekundy do osady Wspólnej Reprezentacji Niemiec i 2,10 sekundy do osady Francji. 
Ponadto zdobył brązowy medal w czwórkach ze sternikiem na mistrzostwach Europy w Bledzie (1956) oraz złoty w ósemkach na mistrzostwach Europy w Duisburgu (1957). 
Odznaczony złotym medalem Włoskiego Narodowego Komitetu Olimpijskiego.